# Svjetsko prvenstvo u nogometu – Italija 1990.
14. Svjetsko prvenstvo u nogometu održalo se u Italiji od 8. lipnja do 8. srpnja 1990. godine.

## Konačni poredak
| Njemačka  |
| Argentina |
| Italija   |